# 沖縄県民の歌
「沖縄県民の歌」（おきなわけんみんのうた）は日本の都道府県の一つ、沖縄県が制定した県民歌である。作詞・宮里静湖、補作・沖縄県民の歌選定委員会、作曲・城間繁。

## 解説
沖縄県は1945年（昭和20年）の沖縄戦を経てアメリカ合衆国の施政権下にあったが、1969年（昭和44年）の日米首脳会談で日本に返還されることが決定し、県の再置に向けた準備のため県章と合わせて「沖縄県民の誇りと郷土愛を培い、新生沖縄県の限りない発展」を期して歌詞の公募を実施した。作曲は依頼により琉球大学教授で声楽家の城間繁が手掛け、返還当日の1972年（昭和47年）5月15日に制定された。ビクターレコード（現在のJVCケンウッド・ビクターエンタテインメント）がシングルレコードを製造している。
現在は毎年5月15日に県の主催で行われる復帰記念式典で演奏されている他、ラジオ県民室ではインストゥルメンタル版がBGMとして使用されている。2011年（平成23年）には復帰40周年を記念して新しい県民愛唱歌「うちなぁかなさうた」の制定が検討されていることが報じられたが、県民アンケートでは「てぃんさぐぬ花」を愛唱歌として支持する意見が圧倒的だったため新愛唱歌の作成は見送られ、アンケート結果に沿って「てぃんさぐぬ花」が愛唱歌に指定された。